# Morti nel 1848
| Questa pagina contiene informazioni ricavate automaticamente dalle voci biografiche con l'ausilio del template Bio e di un bot. L'aggiornamento è periodico e automatico e ricostruisce completamente la pagina. Se manca una persona in questa lista, sei pregato di non aggiungerla, ma accertati piuttosto che la sua voce biografica contenga il template Bio e che i dati anagrafici siano correttamente compilati. Se il template Bio manca, inseriscilo tu stesso o, in alternativa, metti l'avviso {{tmp\|Bio}} che ne segnala la mancanza. Se i dati riportati sono sbagliati, correggi direttamente la voce biografica; le modifiche saranno visibili in questa lista entro pochi giorni. Per chiarimenti vedi il progetto biografie. La lista contiene solo le 226 persone che sono citate nell'enciclopedia e per le quali è stato implementato correttamente il template Bio. Pagina aggiornata al 18 ago 2025. |

## Gennaio(14)
- 5 gennaio - Ferdinando Orlandi, compositore italiano (n. 1774)
- 6 gennaio - Thomas Ussher, militare irlandese (n. 1779)
- 9 gennaio - Caroline Lucretia Herschel, astronoma, matematica e cantante lirica britannica (n. 1750)
- 9 gennaio - Henry Augustus Loveday, religioso e compositore di scacchi britannico (n. 1815)
- 11 gennaio - Francesco Saverio Massimo, cardinale italiano (n. 1806)
- 12 gennaio - Karl Friedrich von dem Knesebeck, generale prussiano (n. 1768)
- 17 gennaio - Agostino Castelli, militare italiano (n. 1799)
- 17 gennaio - Edward Herbert, II conte di Powis, politico inglese (n. 1785)
- 17 gennaio - Petros Mavromichalis, politico greco (n. 1765)
- 20 gennaio - Cristiano VIII di Danimarca, re (n. 1786)
- 22 gennaio - Javier de Burgos, politico, giornalista e drammaturgo spagnolo (n. 1778)
- 24 gennaio - Emmanuel Marie Maximilien de Croÿ-Solre, politico e ufficiale francese (n. 1768)
- 24 gennaio - Horace Wells, dentista statunitense (n. 1815)
- 29 gennaio - Johann Joseph von Görres, scrittore, storico e pubblicista tedesco (n. 1776)

## Febbraio(18)
- 2 febbraio - Rosalie Lamorlière, francese (n. 1768)
- 2 febbraio - Alessandra Mari, patriota italiana (n. 1770)
- 6 febbraio - Friedrich Christian August Hasse, storico tedesco (n. 1773)
- 11 febbraio - Thomas Cole, pittore inglese (n. 1801)
- 11 febbraio - William Howley, arcivescovo anglicano inglese (n. 1766)
- 14 febbraio - Annetta Turrisi Colonna, pittrice italiana (n. 1820)
- 15 febbraio - Hermann von Boyen, politico e generale prussiano (n. 1771)
- 17 febbraio - George Washington Campbell, politico statunitense (n. 1769)
- 17 febbraio - Ignaz zu Hardegg, generale e politico austriaco (n. 1772)
- 17 febbraio - Giuseppina Turrisi Colonna, poetessa e traduttrice italiana (n. 1822)
- 18 febbraio - Joseph Gerhard Zuccarini, botanico tedesco (n. 1797)
- 20 febbraio - Alessandro di Orange-Nassau, nobile (n. 1818)
- 21 febbraio - Simon Franz Molitor, violinista, chitarrista e compositore austriaco (n. 1766)
- 22 febbraio - Carolina Amalia di Assia-Kassel, nobildonna (n. 1771)
- 23 febbraio - John Quincy Adams, politico statunitense (n. 1767)
- 23 febbraio - Giuseppa di Fürstenberg-Weitra, nobildonna tedesca (n. 1776)
- 26 febbraio - Luigi Pini, cornista italiano (n. 1790)
- 29 febbraio - Louis-François Lejeune, generale, pittore e litografo francese (n. 1775)

## Marzo(17)
- 5 marzo - Fabio Albertini, diplomatico e patriota italiano (n. 1775)
- 5 marzo - Taddeo Garzilli, vescovo cattolico italiano (n. 1774)
- 7 marzo - Francis Cornu, drammaturgo francese (n. 1798)
- 8 marzo - Delphine Delamare, francese (n. 1822)
- 12 marzo - Santos Michelena, politico e diplomatico venezuelano (n. 1797)
- 13 marzo - Adriano Balbi, geografo e statistico italiano (n. 1782)
- 14 marzo - Carlo Puoti, arcivescovo cattolico italiano (n. 1763)
- 16 marzo - Charles de Charette de La Contrie, ufficiale francese (n. 1796)
- 18 marzo - John Crichton-Stuart, II marchese di Bute, nobile britannico (n. 1793)
- 19 marzo - Giuseppe Broggi, militare e patriota italiano (n. 1814)
- 21 marzo - Augusto Anfossi, patriota e militare italiano (n. 1812)
- 24 marzo - Emanuele Requesens, patriota e politico italiano
- 25 marzo - Carlo Porro, naturalista italiano (n. 1813)
- 27 marzo - Gabriel Bibron, zoologo francese (n. 1805)
- 28 marzo - Pavel Stepanovič Močalov, attore teatrale russo (n. 1800)
- 29 marzo - John Jacob Astor I, imprenditore statunitense (n. 1763)
- 29 marzo - Hugo Staehle, compositore tedesco (n. 1826)

## Aprile(17)
- 1º aprile - Friedrich Immanuel Niethammer, filosofo, teologo e pedagogista tedesco (n. 1766)
- 3 aprile - Thomas Baring, II baronetto, politico e banchiere inglese (n. 1772)
- 4 aprile - Marc-Antoine Jullien de Paris, rivoluzionario, letterato e educatore francese (n. 1775)
- 4 aprile - Maria Domenica Lazzeri, mistica italiana (n. 1815)
- 5 aprile - Jakob von Washington, militare olandese (n. 1778)
- 8 aprile - Johann Ludwig Adam, pianista e compositore francese (n. 1758)
- 8 aprile - Gaetano Donizetti, compositore italiano (n. 1797)
- 8 aprile - Agostino Timoleone di Cossé-Brissac, politico francese (n. 1775)
- 13 aprile - Henry Baring, politico britannico (n. 1777)
- 15 aprile - Giuseppe Gaetano Incontri, vescovo cattolico italiano (n. 1773)
- 17 aprile - Domenico Narni Mancinelli, arcivescovo cattolico italiano (n. 1772)
- 20 aprile - Friedrich von Gagern, generale tedesco (n. 1794)
- 21 aprile - Patrick Alexander Vans Agnew, funzionario britannico (n. 1822)
- 24 aprile - François Van Campenhout, compositore, tenore e direttore d'orchestra belga (n. 1779)
- 24 aprile - Praskov'ja Jur'evna Trubeckaja, nobildonna russa (n. 1762)
- 26 aprile - Johan Thomas Lundbye, pittore danese (n. 1818)
- 27 aprile - Roman Sebastian Zängerle, vescovo cattolico tedesco (n. 1771)

## Maggio(20)
- 1º maggio - Alphonse Giroux, restauratore e ebanista francese (n. 1776)
- 3 maggio - Hans Ernst Karl von Zieten, generale prussiano (n. 1770)
- 10 maggio - Eliodoro Bianchi, tenore italiano (n. 1773)
- 11 maggio - Tom Cribb, pugile inglese (n. 1781)
- 12 maggio - Alexander Baring, I barone Ashburton, politico e diplomatico britannico (n. 1774)
- 12 maggio - Miguel Barreiro, politico uruguaiano (n. 1789)
- 12 maggio - Alessandro Guidotti, patriota e generale italiano (n. 1790)
- 13 maggio - Giuseppe Capparozzo, poeta e religioso italiano (n. 1802)
- 15 maggio - Evangelista Azzi, cartografo italiano (n. 1793)
- 15 maggio - Luigi La Vista, scrittore e patriota italiano (n. 1826)
- 15 maggio - Angelo Santilli, filosofo, giornalista e poeta italiano (n. 1822)
- 21 maggio - Feliks Janiewicz, compositore e violinista polacco (n. 1762)
- 21 maggio - Pierre-Laurent Wantzel, matematico francese (n. 1814)
- 25 maggio - Annette von Droste-Hülshoff, scrittrice e poetessa tedesca (n. 1797)
- 26 maggio - Étienne Leblond, ballerino francese (n. 1801)
- 27 maggio - Sofia di Hannover, principessa (n. 1777)
- 28 maggio - Marco Fortini, presbitero e patriota italiano (n. 1784)
- 29 maggio - Leopoldo Pilla, geologo e politico italiano (n. 1805)
- 29 maggio - Sergej L'vovič Puškin, ufficiale russo (n. 1770)
- 31 maggio - Eugénie de Guérin, scrittrice francese (n. 1805)

## Giugno(13)
- 4 giugno - Esma Sultan, principessa ottomana (n. 1778)
- 7 giugno - Vissarion Grigor'evič Belinskij, filosofo e critico letterario russo (n. 1811)
- 9 giugno - Angelo Confalonieri, missionario italiano (n. 1813)
- 10 giugno - Natale Del Grande, mercante e militare italiano (n. 1800)
- 16 giugno - Luigi II d'Assia, sovrano tedesco (n. 1777)
- 19 giugno - Rodolfo del Liechtenstein, principe austriaco (n. 1816)
- 23 giugno - Maria Leopoldina d'Austria-Este, nobile austriaca (n. 1776)
- 24 giugno - Giuseppe Maria Giove, vescovo cattolico italiano (n. 1773)
- 25 giugno - Jean Baptiste Fidèle Bréa, generale francese (n. 1790)
- 27 giugno - Denis-Auguste Affre, arcivescovo cattolico francese (n. 1793)
- 27 giugno - Johann Heinrich David Zschokke, politico, scrittore e storico svizzero (n. 1771)
- 28 giugno - Jean-Baptiste Debret, pittore francese (n. 1768)
- 29 giugno - Jacopo Crescini, drammaturgo, poeta e librettista italiano (n. 1798)

## Luglio(10)
- 1º luglio - Cataldo Jannelli, presbitero, filosofo e archeologo italiano (n. 1781)
- 4 luglio - Costabile Carducci, patriota italiano (n. 1804)
- 4 luglio - François-René de Chateaubriand, scrittore, politico e diplomatico francese (n. 1768)
- 5 luglio - Francesco Anzani, patriota e militare italiano (n. 1809)
- 9 luglio - Jaime Balmes, filosofo e presbitero spagnolo (n. 1810)
- 10 luglio - Karoline Jagemann, cantante e attrice teatrale tedesca (n. 1777)
- 12 luglio - Pietro Mileti, rivoluzionario e patriota italiano (n. 1793)
- 15 luglio - Antonio Solera, patriota, magistrato e avvocato italiano (n. 1786)
- 23 luglio - Giuseppe Teosa, pittore italiano (n. 1760)
- 26 luglio - Avdot'ja Il'inična Istomina, ballerina russa (n. 1799)

## Agosto(21)
- 1º agosto - Franz Cramer, violinista e direttore d'orchestra inglese (n. 1772)
- 5 agosto - Nicola Vaccaj, compositore e insegnante italiano (n. 1790)
- 6 agosto - Clementina Gandolfi, pittrice italiana (n. 1795)
- 7 agosto - Jöns Jacob Berzelius, chimico svedese (n. 1779)
- 8 agosto - Francisco Amorós, pedagogo spagnolo (n. 1770)
- 8 agosto - Gustav Adolf Michaelis, ginecologo tedesco (n. 1798)
- 9 agosto - Giuseppe Alinovi, pittore italiano (n. 1811)
- 9 agosto - Giuseppe Giovannetti, militare italiano (n. 1788)
- 9 agosto - Frederick Marryat, romanziere inglese (n. 1792)
- 12 agosto - George Stephenson, ingegnere britannico (n. 1781)
- 14 agosto - Sarah Flower Adams, poetessa britannica (n. 1805)
- 14 agosto - Eusebio Barbetti, patriota italiano (n. 1816)
- 15 agosto - Pëtr Fëdorovič Sokolov, pittore russo (n. 1787)
- 18 agosto - Ladislao Gutiérrez, sacerdote argentino (n. 1824)
- 18 agosto - Camila O'Gorman, argentina (n. 1825)
- 20 agosto - Keisai Eisen, artista e scrittore giapponese (n. 1790)
- 24 agosto - John Antony Cramer, presbitero, filologo classico e geografo britannico (n. 1793)
- 28 agosto - Ottavio Colecchi, filosofo e matematico italiano (n. 1773)
- 29 agosto - Martinus Rørbye, pittore danese (n. 1803)
- 30 agosto - Nicola Cianfanelli, pittore italiano (n. 1793)
- 30 agosto - Michele Foderà, fisiologo, biologo e scrittore italiano (n. 1792)

## Settembre(16)
- 2 settembre - Pietro Giordani, scrittore italiano (n. 1774)
- 5 settembre - Muhammad Shah Qajar, sovrano persiano (n. 1808)
- 7 settembre - Giovanni Schiavoni, pittore e insegnante italiano (n. 1804)
- 8 settembre - Gustavo d'Assia-Homburg, nobile tedesco (n. 1781)
- 8 settembre - Ignaz Friedrich Tausch, botanico boemo (n. 1793)
- 9 settembre - Teobaldo Cacherano d'Osasco, generale italiano (n. 1768)
- 13 settembre - Maria Isabella di Borbone-Spagna, spagnola (n. 1789)
- 18 settembre - Felix von Lichnowski, politico tedesco (n. 1814)
- 19 settembre - Frans Adam van der Duyn van Maasdam, politico olandese (n. 1771)
- 21 settembre - Lord George Bentinck, politico britannico (n. 1802)
- 22 settembre - James Dunlop, astronomo britannico (n. 1793)
- 24 settembre - Branwell Brontë, pittore, scrittore e insegnante britannico (n. 1817)
- 26 settembre - Luigi Gentili, missionario italiano (n. 1801)
- 27 settembre - Anton Ludwig Ernst Horn, medico e psichiatra tedesco (n. 1774)
- 28 settembre - Franz Philipp von Lamberg, generale austriaco (n. 1791)
- 30 settembre - Ödön Zichy, nobile ungherese (n. 1809)

## Ottobre(13)
- 2 ottobre - Georg August Goldfuss, paleontologo e zoologo tedesco (n. 1782)
- 4 ottobre - Vasilij Vasil'evič Levašov, generale e politico russo (n. 1783)
- 5 ottobre - Alberto Lista, poeta, matematico e giornalista spagnolo (n. 1775)
- 5 ottobre - Otto Berend von Möller, ammiraglio russo (n. 1764)
- 6 ottobre - Theodor Baillet-Latour, generale austriaco (n. 1780)
- 7 ottobre - George Howard, VI conte di Carlisle, nobile e politico britannico (n. 1773)
- 14 ottobre - Girolamo Pignatelli, generale italiano (n. 1773)
- 23 ottobre - Juan Bautista Azopardo, corsaro e militare maltese (n. 1772)
- 27 ottobre - Antonio Olivi, patriota e militare italiano
- 28 ottobre - Harrison Gray Otis, imprenditore, avvocato e politico statunitense (n. 1765)
- 30 ottobre - Numa Pompilio Tanzini, religioso italiano (n. 1801)
- 31 ottobre - Stephen Watts Kearny, generale statunitense (n. 1794)
- 31 ottobre - William Henry Miller, politico inglese (n. 1789)

## Novembre(18)
- 1º novembre - Carlo Fontanini, vescovo cattolico italiano (n. 1766)
- 2 novembre - Giuseppe Furlanetto, lessicografo, filologo e epigrafista italiano (n. 1775)
- 3 novembre - Alessandro Poerio, patriota e poeta italiano (n. 1802)
- 9 novembre - Robert Blum, politico tedesco (n. 1804)
- 10 novembre - Ibrāhīm Pascià, generale e politico egiziano (n. 1789)
- 13 novembre - Robert Darwin, medico inglese (n. 1766)
- 15 novembre - Aloys von Kaunitz-Rietberg, diplomatico e principe austriaco (n. 1774)
- 15 novembre - Pellegrino Rossi, giurista, politico e diplomatico italiano (n. 1787)
- 15 novembre - Francesco de Vico, gesuita e astronomo italiano (n. 1805)
- 17 novembre - François XIII de La Rochefoucauld, nobile, militare e politico francese (n. 1765)
- 22 novembre - William Havelock, militare britannico (n. 1793)
- 22 novembre - Antonio Spazzi, scultore italiano (n. 1770)
- 23 novembre - John Barrow, scrittore e esploratore inglese (n. 1764)
- 23 novembre - Charles Robert Cureton, militare britannico (n. 1789)
- 24 novembre - William Lamb, II visconte Melbourne, nobile e politico britannico (n. 1779)
- 25 novembre - Maria Giuseppa Guacci, poetessa italiana (n. 1807)
- 28 novembre - Jacob Sturm, incisore tedesco (n. 1771)
- 28 novembre - Amalia di Württemberg, principessa tedesca (n. 1799)

## Dicembre(20)
- 1º dicembre - Kyokutei Bakin, scrittore giapponese (n. 1767)
- 2 dicembre - Charles-Alexandre Léon Durand Linois, ammiraglio francese (n. 1761)
- 4 dicembre - Joseph Mohr, prete austriaco (n. 1792)
- 10 dicembre - Ferdinand von Colloredo-Mansfeld, politico austriaco (n. 1777)
- 12 dicembre - Cesare Malpica, giornalista, viaggiatore e poeta italiano (n. 1804)
- 13 dicembre - Giacomo Mazzini, medico e politico italiano (n. 1767)
- 13 dicembre - Gabriel Pierre Patrice Rambourgt, militare francese (n. 1773)
- 14 dicembre - Jean-Antoine Letronne, archeologo e numismatico francese (n. 1787)
- 15 dicembre - Aleksej Grigor'evič Ščerbatov, nobile e ufficiale russo (n. 1776)
- 17 dicembre - Paul Bouré, scultore e pittore belga (n. 1823)
- 18 dicembre - Bernard Bolzano, matematico e filosofo boemo (n. 1781)
- 18 dicembre - Wilhelm Ferdinand Erichson, entomologo tedesco (n. 1809)
- 19 dicembre - Emily Brontë, scrittrice britannica (n. 1818)
- 20 dicembre - Giovanni Battista Gallini, imprenditore e politico italiano (n. 1788)
- 21 dicembre - Pavel Alekseevič Golicyn, ufficiale russo (n. 1782)
- 22 dicembre - Luigi Colla, avvocato, politico e botanico italiano (n. 1766)
- 28 dicembre - Sebastian Jenull, giurista austriaco (n. 1777)
- 29 dicembre - Carl Friedrich Hampe, pittore e disegnatore tedesco (n. 1772)
- 31 dicembre - Agostino Caporilli Razza, poeta italiano (n. 1796)
- 31 dicembre - Johann Gottfried Jakob Hermann, filologo classico e metricista tedesco (n. 1772)

## Senza giorno specificato(29)
- Khačatur Abovjan, scrittore armeno (n. 1805)
- Mastura Ardalan, poetessa, scrittrice e storica curda (n. 1805)
- Luigi Basoli, pittore italiano (n. 1776)
- Carl Traugott Beilschmied, botanico e farmacista tedesco (n. 1793)
- Steen Steensen Blicher, scrittore danese (n. 1782)
- Gerolamo Borgazzi, patriota italiano (n. 1808)
- John Ilderton Burn, avvocato britannico (n. 1774)
- Johan Niclas Byström, scultore svedese (n. 1783)
- Siro Carati, poeta italiano (n. 1794)
- Anna Doyle Wheeler, scrittrice britannica
- Thomas Duff, architetto irlandese (n. 1792)
- Camilla Filicchi, pittrice italiana (n. 1771)
- Pietro Guadagni Torrigiani, nobile italiano (n. 1773)
- William Cornwallis Harris, esploratore britannico (n. 1807)
- Joseph von Hormayr, politico austriaco (n. 1781)
- Christen Købke, pittore danese (n. 1810)
- Ludwig Leichhardt, esploratore tedesco (n. 1813)
- Manto Mavrogenous, rivoluzionaria greca (n. 1796)
- A'kif Pascià, letterato ottomano (n. 1787)
- Francesco Puttinati, scultore e incisore italiano (n. 1775)
- Johannes Conrad Schauer, botanico tedesco (n. 1813)
- Carl Johan Schönherr, entomologo svedese (n. 1772)
- Heinrich Soussmann, flautista e compositore tedesco (n. 1796)
- Vasilij Petrovič Stasov, architetto russo (n. 1769)
- Giovan Battista Vermiglioli, archeologo, storico e numismatico italiano (n. 1769)
- Abd al-Aziz I bin Rashid Al Nuaimi, politico emiratino
- Albine de Montholon, nobildonna francese (n. 1779)
- Innocenzo Castracane degli Antelminelli, vescovo cattolico italiano (n. 1780)
- Mehmet Esad Efendi, storico ottomano (n. 1789)